# Gino Bertucco
Gino Bertucco (Buttapietra, 6 luglio 1937 – Sanremo, 30 gennaio 2020) è stato un calciatore italiano, di ruolo centrocampista.

## Carriera

### Giocatore

#### Club
Nato nella frazione Marchesino del comune di Buttapietra, in provincia di Verona, crebbe nel Verona dove giocò due campionati di Serie B per passare poi nel 1957 al Napoli, con la cui maglia disputò quattro campionati di Serie A, giocandovi 58 partite e segnandovi 6 reti; ritornò una seconda volta al Verona, ancora in B per essere ceduto l'anno dopo al Taranto, in Serie C. Nel 1964 era per l'ultima volta al Verona, sempre in Serie B; terminò la carriera alla Sanremese.

#### Nazionale
Vanta una partita con la Nazionale Under-23, datata 15 maggio 1958 in cui vi segnò una rete.

### Allenatore
Della Sanremese fu anche allenatore, nella stagione 1969-1970, in un periodo difficile per la squadra per le difficili condizioni economiche che portarono la società alla retrocessione.

## Palmarès

### Club

#### Competizioni nazionali
- Serie B: 1

Verona: 1956-1957